# 멕워리어
《멕워리어》는 밀리터리 SF 프랜차이즈 《배틀테크》에 기반한 비디오 게임 시리즈이다.

## 게임 목록
- 《멕워리어》 (1989)
- 《멕워리어》 (1993)
- 《멕워리어 3050》 (1994)
- 《멕워리어 2: 31세기 전투》 (1995)
- 《멕워리어 2: 유령곰의 유산》 (1995)
- 《멕워리어 2: 머시너리즈》 (1996)
- 《멕워리어 3》 (1999)
- 《멕워리어 4: 복수》 (2000)
- 《멕워리어 4: 머시너리즈》 (2002)
- 《멕워리어 온라인》 (2013)
- 《멕워리어: 택티컬 커맨드》 (2013)
- 《멕워리어 5: 머시너리즈》 (2019)[1]

## 참조

### 내용주
1. ↑  영어: MechWarrior